# Севрук Юрій Григорович
Ю́рій Григо́рович Севру́к (нар. 21 січня 1974 року, м. Житомир) — український прокурор. Виконувач обов'язків Генерального прокурора України (з 3 квітня по 12 травня 2016 року).

## Освіта
У 1991 році закінчив середню школу № 8 м. Житомира. У 1992 році вступив до Національної юридичної академії України імені Ярослава Мудрого, яку закінчив у 1997 році.

## Трудовий шлях
Після закінчення школи працював столяром виробничого об'єднання «Житомирдерево».
Трудову діяльність в органах прокуратури розпочав стажистом прокуратури м. Коростеня Житомирської області.
З травня 1997 по лютий 1998 року — стажист на посаді старшого слідчого прокуратури м. Житомира Житомирської області.
З лютого 1998 по липень 1999 року — старший слідчий прокуратури м. Житомира Житомирської області.
З липня 1999 по листопад 2001 року — старший слідчий слідчого відділу прокуратури Житомирської області.
З листопада 2001 по жовтень 2002 року — заступник Новоград-Волинського міжрайонного прокурора Житомирської області.
З жовтня 2002 по січень 2003 року — начальник відділу нагляду за додержанням законів органами СБУ, державної митної служби та прикордонної охорони при провадженні оперативно-розшукової діяльності, дізнання та досудового слідства прокуратури Житомирської області.
З січня 2003 по січень 2004 року — прокурор відділу нагляду за додержанням законів органами СБУ при провадженні оперативно-розшукової діяльності, дізнання та досудового слідства управління нагляду за додержанням законів органами СБУ, державної митної служби та прикордонної охорони при провадженні оперативно-розшукової діяльності, дізнання та досудового слідства Головного управління нагляду за додержанням законів органами, які проводять оперативно-розшукову діяльність, дізнання та досудове слідство Генеральної прокуратури України.
З січня 2004 по січень 2005 року — заступник начальника відділу нагляду за додержанням законів органами внутрішніх справ при провадженні досудового слідства управління нагляду за додержанням законів органами внутрішніх справ при провадженні оперативно-розшукової діяльності, дізнання та досудового слідства Головного управління нагляду за додержанням законів органами, які проводять оперативно-розшукову діяльність, дізнання та досудове слідство Генеральної прокуратури України.
З січня 2005 по січень 2006 року — начальник відділу нагляду за додержанням законів органами внутрішніх справ при провадженні оперативно-розшукової діяльності та дізнання управління нагляду за додержанням законів органами внутрішніх справ при провадженні оперативно-розшукової діяльності, дізнання та досудового слідства Головного управління нагляду за додержанням законів органами, які проводять оперативно-розшукову діяльність, дізнання та досудове слідство Генеральної прокуратури України.
З січня 2006 по вересень 2007 року — начальник відділу нагляду за додержанням законів при провадженні оперативно-розшукової діяльності та дізнання управління нагляду за додержанням законів органами внутрішніх справ Головного управління нагляду за додержанням законів при провадженні оперативно-розшукової діяльності, дізнання та досудового слідства Генеральної прокуратури України.
З вересня 2007 по листопад 2010 року — заступник начальника управління нагляду за додержанням законів органами внутрішніх справ — начальник відділу нагляду за додержанням законів при провадженні оперативно-розшукової діяльності Головного управління нагляду за додержанням законів при провадженні оперативно-розшукової діяльності, дізнання та досудового слідства Генеральної прокуратури України.
З листопада по грудень 2010 року — перший заступник начальника управління нагляду за додержанням законів органами внутрішніх справ Головного управління нагляду за додержанням законів при провадженні оперативно-розшукової діяльності‚ дізнання та досудового слідства Генеральної прокуратури України.
З грудня 2010 по грудень 2012 року — прокурор Подільського району міста Києва.
З грудня 2012 по липень 2014 року — заступник начальника управління нагляду за додержанням законів органами внутрішніх справ Головного управління нагляду за додержанням законів у кримінальному провадженні Генеральної прокуратури України.
У липні 2014 року обіймав посаду заступника начальника управління нагляду за додержанням законів органами внутрішніх справ Головного управління нагляду у кримінальному провадженні Генеральної прокуратури України.
З липня 2014 по лютий 2015 року — заступник начальника Головного управління нагляду у кримінальному провадженні — начальник управління нагляду за додержанням законів органами Служби безпеки України‚ Державної митної служби та Державної прикордонної служби України Генеральної прокуратури України.
З лютого по липень 2015 року — начальник Головного управління нагляду у кримінальному провадженні Генеральної прокуратури України.
Наказом Генерального прокурора України від 28 липня 2015 року № 1187-ц призначений першим заступником Генерального прокурора України з 29 липня 2015 року.
З квітня 2016 року Юрій Севрук призначений виконувачем обов'язків Генерального прокурора України (після звільнення Віктора Шокіна з посади генпрокурора і підписання відповідного наказу Президентом України).
30 травня 2016 року Генеральний прокурор України Юрій Луценко попросив написати заяви про звільнення заступника генпрокурора Юрія Севрука.
3 червня 2016 року перший заступник генерального прокурора України Юрій Севрук подав у відставку.
Українець. Виховує двох дітей.

## Нагороди та заохочення
- Медаль «За працю і звитягу» (29 листопада 2010) — за вагомий особистий внесок у зміцнення законності та правопорядку, зразкове виконання службових обов'язків у захисті конституційних прав і свобод громадян, високий професіоналізм та з нагоди Дня працівників прокуратури[5]
- Нагороджений Грамотою Верховної Ради України
- Нагороджений нагрудними знаками «Подяка за сумлінну службу в органах прокуратури» III та II ступенів, «Почесний працівник прокуратури України»